# Valneva
 (juillet 2025).
Si vous disposez d'ouvrages ou d'articles de référence ou si vous connaissez des sites web de qualité traitant du thème abordé ici, merci de compléter l'article en donnant les références utiles à sa vérifiabilité et en les liant à la section « Notes et références ».
Valneva est une société franco-autrichienne spécialisée dans le développement, la production et la commercialisation de vaccins contre des maladies infectieuses.
Valneva est cotée à la Bourse de Paris et sur le Nasdaq. La Société est membre du SBF 120 et du CAC Mid 60 depuis le 22 mars 2021.

## Historique
Valneva est créée en 2013 par la fusion de Intercell AG et de Vivalis SA.
Le groupe Grimaud, spécialisé dans la génétique aviaire, souhaitait utiliser les cellules de canard pour développer des vaccins. C'est ainsi qu'a été créée en 1999 la société Vivalis SA[réf. souhaitée].
Intercell était une société autrichienne, basée à Vienne, qui possédait un vaccin commercial contre l'encéphalite japonaise[réf. souhaitée].

## Produits

### Vaccins commercialisés
Valneva commercialise en 2025 les produits suivants:
– un vaccin  destiné à la prévention de  l'encéphalite japonaise, notamment approuvé aux États-Unis, en Europe, au Canada et en Australie[réf. souhaitée] (Ixiaro).
- un vaccin oral autorisé dans l’Union européenne et en Australie pour la prévention du choléra, et au Canada, en Suisse, en Nouvelle-Zélande et en Thaïlande pour la prévention du choléra et de l’ETEC, principale cause de la diarrhée du voyageur[réf. souhaitée] (Dukoral).
- un vaccin à dose unique approuvé pour la prévention de l’infection par le virus du chikungunya. Il est actuellement[Quand ?] autorisé en Europe pour les personnes âgées de 12 ans et plus, et dans d’autres pays (États-Unis, Canada, Royaume-Uni et Brésil) pour les individus âgés de 18 ans et plus. Des demandes d’extension d’indication sont en cours d’examen aux États-Unis, au Royaume-Uni et au Canada afin d’élargir potentiellement l’utilisation de ce vaccin aux adolescents de 12 à 17 ans[réf. souhaitée] (Ixchiq).
En mai 2025, Valneva annonce que la Food and Drug Administration (FDA) des États-Unis et les Centers for Disease Control and Prevention (CDC) ont recommandé une suspension de l’utilisation du vaccin Ixchiq chez les personnes âgées, le temps que les enquêtes en cours sur des événements indésirables graves (SAE) signalés soient finalisées. Cette mise à jour fait suite à une recommandation antérieure du Comité consultatif américain sur les pratiques de vaccination (ACIP), qui préconise une précaution concernant l’utilisation de ce vaccin chez les personnes âgées de 65 ans et plus, ainsi qu’à une décision similaire de l’Agence européenne des médicaments (EMA), qui suspendu temporairement l’utilisation du vaccin chez les personnes de plus de 65 ans dans l’attente des résultats de l’enquête[réf. souhaitée].

### Vaccin contre la Covid-19
Article principal: Valneva COVID-19 vaccine
Valneva, en collaboration avec Dynavax Technologies, a développé un vaccin à virus entier inactivé contre la Covid-19, le VLA2001, qui a été le premier vaccin[Quand ?] contre la Covid-19 au monde à recevoir une autorisation de mise sur le marché complète de la part de l’Agence européenne des médicaments (EMA)[réf. souhaitée].
En raison de la baisse des volumes de commande liée au déclin de la pandémie de Covid-19, Valneva a suspendu la production du vaccin en août 2022[réf. souhaitée].